# Azam Ali
Azam Ali luisterⓘ(Teheran, 1970) is een in Canada woonachtige zangeres en muzikant van Iraanse afkomst. Zij heeft zeven albums uitgebracht als lid van de bands Vas en Niyaz en vier soloalbums. 

## Biografie
Azam Ali werd geboren in Teheran en verhuisde op vierjarige leeftijd naar Panchgani in India. In 1985 vertrok ze met haar moeder naar Los Angeles in de Verenigde Staten, waar ze de santoor ontdekte en leerde spelen. Later ging ze hierbij zingen.
In 1996 richtte Ali de groep Vas op, die tot 2004 "alternatieve wereldmuziek" maakte, die vergeleken wordt met Dead Can Dance. Sinds 2005 zijn Ali en haar echtgenoot Loga Ramin Torkian lid van de groep Niyaz.

### Solocarrière
In 2002 bracht Azam Ali haar solodebuutalbum uit. De opvolger uit 2006 bereikte de 10de plaats in de Billboard World Chart. Het derde album, From Night to the Edge of Day is een verzameling slaapliedjes. Het vierde album is een samenwerking met Loga Ramin Torkian.
Ali zong in 2003 in de fictionele Frementaal voor de soundtrack van de serie Frank Herbert's Children of Dune (Sci Fi Channel). Ze zong het nummer Pakistan Run van de soundtrack van Call of Duty: Black Ops 2 en zal zingen voor de soundtrack van de film Thor: The Dark World.

## Discografie
Soloalbums
- 2002: Portals of Grace
- 2006: Elysium for the Brave
- 2011: From Night to the Edge of Day
- 2013: Lamentation of Swans - A Journey Towards Silence

Met VAS
- 1997: Sunyata
- 1998: Offerings
- 2000: In the Garden of Souls
- 2004: Feast of Silence

Greg Ellis
- 2001: Kala Rupa Explorations in Rhythm

Met Niyaz
- 2005: Niyaz
- 2008: Nine Heavens
- 2012: Sumud

Met VGM
- 2007: Syphon Filter: Logan's Shadow
- 2011: Uncharted 3: Drake's Deception

Met Buckethead
- 2005:  Buckethead & Friends* – Enter The Chicken: zang op Coma

- Bibliothèque nationale de France: cb155426580 (data)
- Gemeinsame Normdatei: 135049652
- International Standard Name Identifier: 0000 0000 5549 4141
- Library of Congress Control Number: n2003080298
- MusicBrainz: 347aafad-0d39-4046-8455-21da93854943
- Nationale Bibliotheek van Tsjechië: xx0101529
- Nationale Bibliotheek van Israël: 987007313379405171
- Système universitaire de documentation: 234317019
- Virtual International Authority File: 1848164
- WorldCat: E39PBJghmjjQHfJcrvhMVqVBfq